# Distichona atrophopoda
Distichona atrophopoda là một loài ruồi trong họ Tachinidae.